# Fekete
A fekete a színek egyike, bár a színelmélet nem tekinti színnek, hanem – a fehérrel és a szürke összes árnyalatával együtt – akromatikusnak, semleges színűnek tartja. Szemünk feketének érzékeli azt a testet, felületet, amely egyáltalán nem, vagy környezetéhez képest csak nagyon gyengén veri vissza a látható fényt. Fekete fény nem létezik, de fekete festék igen. A fekete additív kiegészítő színe a fehér, vagyis definíció szerint az a szín, amellyel keverve akromatikus színérzékletet ad. A fekete olyan látásérzéklet (a szürkéhez és a fehérhez hasonlóan), amely színezettel nem rendelkezik.

## Értelmezése
Nemcsics Antal Színdinamika című munkájában a V<5 világossági értéknél sötétebb felületeket feketének tekinti. Ezek Munsell-világossága (value) kb. V<0,5; CIE 1931 szerint kisebb, mint 0,25.
Azt, hogy valamely felület fekete, különféleképpen lehet megállapítani.
- Abszolút értelemben (színinger metrika vonatkozásában) feketének nevezhetőek azok a felületek, amelyek reflexiója a látható fények tartományában rendkívül kicsi. Az ilyen testek a fénynek csaknem egészét elnyelik (abszorbeálják).

A bekormozott üveg, amellyel a napfogyatkozást figyeljük meg, fekete azért, mert a fényáteresztő képessége (transzmissziója) rendkívül kicsi (10−4, vagy még kisebb).
- Relatív értelemben a megfigyelt környezet kontrasztviszonyaitól függ, hogy feketének érzékelhető-e valami. Ezért egy viszonylag világos felület is feketének tűnhet, ha a környezete nála sokkal világosabb, esetleg éppen fehér.

A RAL 9004 Signalschwarz festék Munsell szerinti jele N1, tehát világossága 1. Az ANSI Z535 szerinti fekete feliratok és ábrák világossága kb. 2. A hivatkozott szabvány munkavédelmi célokra megengedi, hogy a fekete felület színes legyen, de krómája ne lépje túl a 0,5 értéket (Munsell szerint). Ennek a Pantone megfelelője Black 6. A Black 6 változatai: Black 6 U (uncoated, ennek színe Munsell szerint 6,45PB), Black 6 M (matt), Black 6 UP (process), Black 6 C (coated = fényezett), Black 6 EC (Eurocolor) és Black 6 HC (Hard color coated). Ezek világossági értéke Munsell szerint 0,5 és 3 között található. Ezeket a Pantone hivatkozások közül nem minden forrás különbözteti meg.
A Nemzetközi Világítástechnikai Szótár a video-méréstechnikában használt fekete felület (etalon) reflexióját 2%-ban határozza meg. A Nemzetközi Elektrotechnikai Szótár tartalmaz egy érdekes meghatározást: „feketébb a feketénél”. Itt arról van szó, hogy az analóg videojel értékkészletét, amely a fehértől a feketéig terjed, valamely eszköz túllépheti.

## Szimbolikája
Általános használata
- Mértékletesség, elegancia, gazdagság, luxus: a szmoking, az elegáns autók kedvelt színe
- Gyász, halál, szomorúság: gyászszalag, gyászruha
- Titok, homály, ismeretlen: feketepiac, fekete gazdaság, okkultizmus: fekete mágia
- Tekintély, komolyság, hatalom: az egyházi emberek, jogászok fekete öltözete
- Az olimpiai zászlón a fekete karika jelképezi Afrikát.
- Az autó és motorsportokban a versenyből való kizárás színe.

## Fekete dolgok
- Bőrszín: feketék
- Fekete anyagok: ébenfa, szén, szurok, a fekete arany, a kőolaj, a kávé
- Állatok: fekete párduc, holló, feketerigó, fekete özvegy, bivaly, a fekete macska
- Növények: feketefenyő, fekete retek, fekete ribiszke, fekete mustár, fekete eper, fekete áfonya, fekete bors, fekete csucsor, fekete dió
- Épületek: Fekete templom, Fekete-ház (Kiskunfélegyháza), Fekete ház (Szeged)
- Játék: a sakkban a fekete bábuk, rulettnél a noir, Fekete Péter
- Tudomány: fekete lyuk, az abszolút fekete test
- Irodalom: Mikszáth Kálmán: A fekete város, Jókai Mór: Fekete gyémántok
- Színház: az olasz népszínmű (commedia dell'arte) két jellegzetes figurája fekete-fehér kosztümben lép színpadra: Pierrot és Arlecchino
- Zene: Az én babám egy fekete nő – Márkus Alfréd dala
- Földrajzi nevek: Fekete-tenger, Fekete-erdő, Fekete-tó; az ókori Egyiptom neve saját nyelvükön Kemet, azaz „fekete föld”

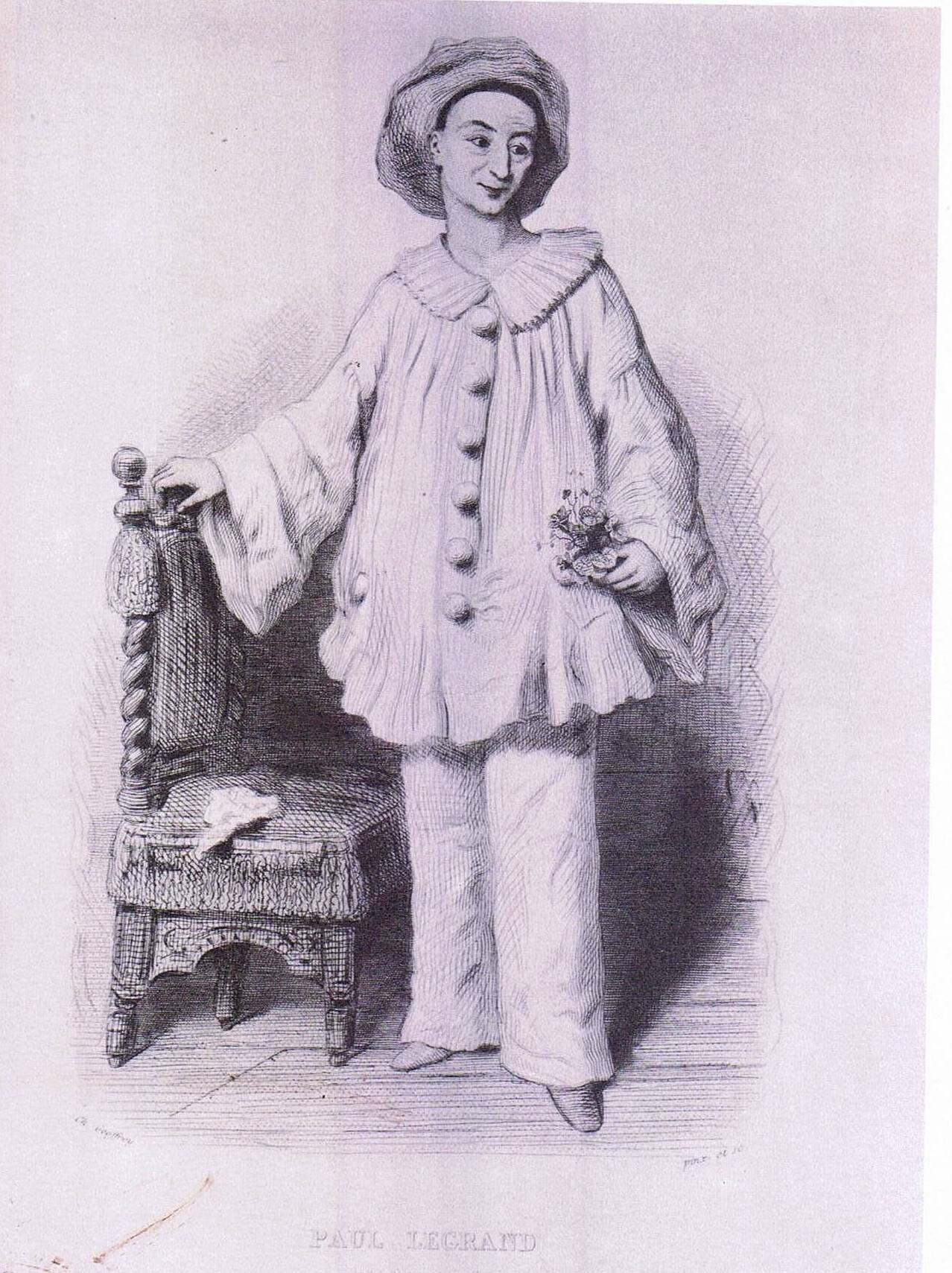
Paul Legrand, mint Pierrot. Lithograph in Charles Geoffroy's Nouvelle Galerie des artistes dramatiques vivants (Paris: Librairie théâtrale, 1855), vol. 2. Pierrot jellegzetesen fekete-fehér színeket visel
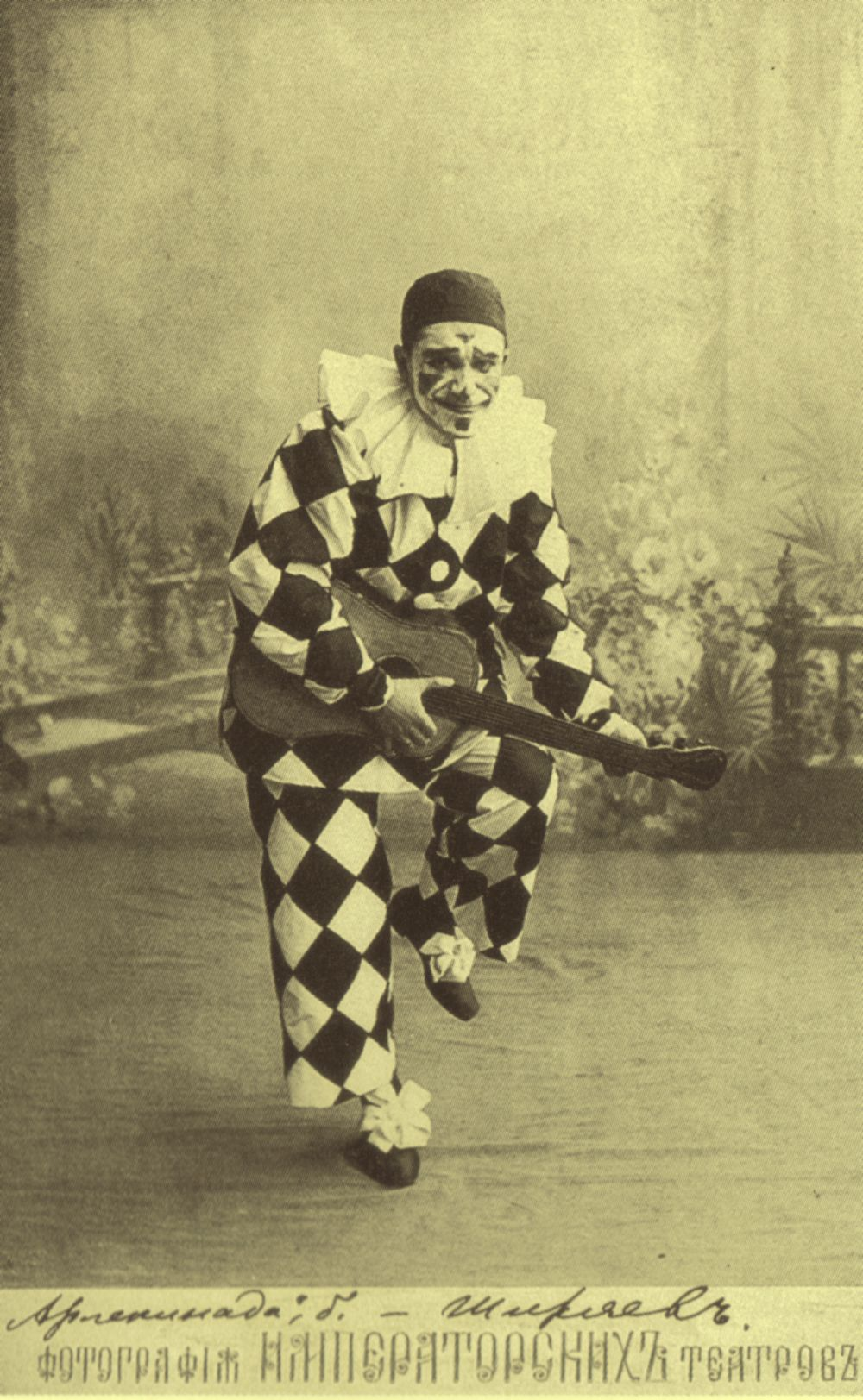
Arlekin (Harlequin, Arlecchino) jellegzetesen fekete kockás kosztümben jelenik meg (a képen Alexander Sirjajev 1867-1941)

## Fekete festékek
- Lámpakorom-fekete: olaj tökéletlen elégetéséből származó korom, főleg tus, tinta gyártására használják.
- Elefántcsont-fekete: légmentes térben izzítással elszenesített csontból állítják elő. A legmélyebb fekete.
- Grafit: természetes, ásványi eredetű fekete festék, kristályos szén. Inkább nagyon sötét szürke, mint fekete. Nagyon tartós, mész- és fényálló. A ceruzák alapanyaga.
- Vasoxidfekete: Fe3O4, magnetit néven is ismert.

### Vegyi anyagok listája
A C.I. szám a Colour Index International adatbázisában található érték.

| C.I. szám           | C.I. név                  | Szokásos név                   | Vegyi anyag |
| ------------------- | ------------------------- | ------------------------------ | --- |
| nincs               | Acetylene black           | Carbon black                   | szén, a korom egy fajtája, amelyet acetiléngáz ellenőrzött körülmények közötti bomlásából (nem annak elégetésével) nyernek |
| nincs               | Antimony vermillion       | Stibnite                       | antimon-triszulfid |
| 77268               | Prussian black            | Black earth                    | magnetit és piroluzit |
| nincs               | Black iron ore            | Black hematite                 | fekete vas-oxid |
| nincs               | Genuine black tourmaline  | Black tourmaline               | Alumínium-bór-magnézium-vasszilikát |
| nincs               | Cobalt black              | Cobaltic Oxide Black           | kobalt-oxid |
| nincs               | Cuprous sulfide           | Cuprous sulfide                | kalkozin |
| nincs               | Hartshorn black           | Hartshorn black                | izzított gímszarvas agancs |
| nincs               | Ivory black               | Ivory black                    | kalcinált elefántagyar |
| nincs               | Lead sulfide              | Galena                         | galenit |
| 77491, 77492, 77499 | Brown ochre Goethite      | Magnetite                      | ferro-ferrihidroxid |
| nincs               | Mineral brown black       | Pyrolusit                      | mangán-oxid és mangánsók |
| 20470               | C.I. Acid Black 1.        | D&C Black No. 1                | 2,7-Naphthalenedisulfonic acid, 4-amino-5-hydroxy-3-[(4-nitrophenyl) azo]-6-(phenylazo)-, disodium salt |
| 26320               | C.I. Acid Black 35.       | Sulphon Black RA               | 1-Naphthalenesulfonicacid, 8-amino-5-[[4-[(3-sulfophenyl)azo]-1-naphthalenyl]azo]-, disodium salt(9CI) |
|                     | C.I. Acid black 50.       | Chelmiderm Black 2GT           | |
|                     | C.I. Acid black 61.       | Amichrome Light Grey 5BLL      | |
|                     | C.I. Acid black 76.       | Derma FastGrey W-L             | |
|                     | C.I. Acid black 168.      | Acid Black MZ                  | C36H20N5O9S.Cr.2Na |
| 63615               | C.I. Mordant Black 13.    |                                | 9,10-Anthracenedione,hydroxybis(phenylamino)-, sulfonated, sodium salt |
|                     | C.I. Solvent black 2.     | Aizen Spilon Black BNH         | |
| 26150               | C.I. Solvent Black 3      | Chuo Sudan Black141            | 1H-Perimidine,2,3-dihydro-2,2-dimethyl-6-[[4-(phenylazo)-1-naphthalenyl]azo]- (9CI) |
| 50415               | C.I. Solvent black 5.     | Spirit Nigrosine SSB           | |
|                     | C.I. Solvent black 6.     | Orasol Black B-V               | |
|                     | C.I. Solvent black 13.    | Iosol Black                    | |
|                     | C.I. Solvent black 49.    | AutomateBlack 104              | |
| 17916               | C.I. Reactive black 1.    | Cibacron Black BG              | Cobalt,4-[[6-[(4-amino-6-chloro-1,3,5-triazin-2-yl)amino]-1-hydroxy-3-sulfo-2-naphthalenyl]azo]-3-hydroxy-7-nitro-1-naphthalenesulfonicacid complex (9CI)                                                                                |
| nincs               | C.I. Reactive black 4.    | Reactone Black RL-F            | |
| 20505               | C.I. Reactive black 5.    | Remazol black                  | tetrasodium (3Z)-5-amino-4-oxo-6-[4-(2-sulfonatooxyethylsulfonyl)phenyl]diazenyl-3-[[4-(2-sulfonatooxyethylsulfonyl)phenyl]hydrazinylidene]naphthalene-2,7-disulfonate                                                                   |
| 18207               | C.I. Reactive black 8.    | NylomineAcid Grey P-BR         | Cobalt 5-[(4-amino-6-chloro-1,3,5-triazin-2-yl)amino]-4-hydroxy-3-[(2-hydroxy-5-nitrophenyl)azo]-2,7-naphthalenedisulfonic acid complex                                                                                                  |
| nincs               | C.I. Reactive black 9.    | MikacionGrey GS                | |
| nincs               | C.I. Reactive black 10.   | CibacronBlack 2PD              | |
| nincs               | C.I. Reactive black 11.   | NylomineAcid Black P 2R        | |
| nincs               | C.I. Reactive black 12.   | NylomineAcid Grey P-BR         | |
| nincs               | C.I. Reactive black 13.   | Cibacron Grey G-E 01           | |
| nincs               | C.I. Reactive black 14.   | Remazol Printing Black G       | |
| nincs               | C.I. Reactive black 24.   | Reactofil Black BL             | |
| nincs               | C.I. Reactive black 25.   | ElisianeGrey BJLX              | |
| nincs               | C.I. Reactive black 26.   | Levafix Black PG               | |
| nincs               | C.I. Reactive black 27.   | Amaryl Black GX                | |
| nincs               | C.I. Reactive black 31    | Indofix black                  | Navictive black RL |
| nincs               | C.I. Reactive black 41    | Procion Black 2RPC             | |
| 30400               | C.I. Direct Black 91      | Cuprophenyl Black RL           | Benzoicacid,2-[[2-amino-6-[[4'-[(3-carboxy-4-hydroxyphenyl)azo]-3,3'-dimethoxy[1,1'-biphenyl]-4-yl]azo]-5-hydroxy-7-sulfo-1-naphthalenyl]azo]-5-nitro-,trisodium salt                                                                    |
| 27700               | C.I. Direct Black 17      | Diazol Black SD                | 2-Naphthalenesulfonicacid,6-amino-3-[[4-[(4-aminophenyl)azo]-2-methoxy-5-methylphenyl]azo]-4-hydroxy-,monosodium salt |
| 35435               | C.I. Direct Black 22.     | Aizen Primula Black ACH        | trisodium 6-[(2,4-diaminophenyl)azo]-3-[[4-[[4-[[7-[(2,4-diaminophenyl)azo]-1-hydroxy-3-sulphonato-2-naphthyl]azo]phenyl]amino]-3-sulphonatophenyl]azo]-4-hydroxynaphthalene-2-sulphonate                                                |
| 35440               | C.I. Direct Black 32.     | Diazol Fast Black JRA          | 2-Naphthalenesulfonicacid, 6-[[2-amino-4-[(2-hydroxyethyl)amino]phenyl]azo]-3-[[4-[[4-[[7-[[2-amino-4-[(2-hydroxyethyl)amino]phenyl]azo]-1-hydroxy-3-sulfo-2-naphthalenyl]azo]phenyl]amino]-3-sulfophenyl]azo]-4-hydroxy-,trisodium salt |
| 30235               | C.I. Direct Black 38.     | Chlorazol Black E              | Chloramine Black C |
| 65230               | C.I. Vat Black 9.         | Carbanthrene Direct Black RB   | Anthra[9,1,2-cde]benzo[rst]pentaphene-5,10-dione, amino-, reaction products with 1-amino-9,10-anthracenedione and tetrabromo-8,16-pyranthrenedione                                                                                       |
| 73670               | C.I. Vat Black 1.         | Solanthrene Printing Black TLN | 3-Indolinone,5-bromo-2-(9-chloro-3-oxonaphtho[1,2-b]thien-2(3H)-ylidene)- (7CI,8CI); Naphtho[1,2-b]thiophene, 3H-indol-3-one |
| 69525               | C.I. Vat Black 25.        | Carbanthrene Olive T           | Anthra[2,1,9-mna]naphth[2,3-h]acridine-5,10,15(16H)-trione,3-(1-anthraquinonylamino)- (7CI,8CI) |
| 75290               | C.I. Natural black 1.     | Logwood lake                   | Haematoxylin, hematein (börzsönyfa) |
| 75291               | C.I. Natural black 2.     | Logwood black lake             | Haematoxylin, hematein (börzsönyfa) |
| 75291               | C.I. Natural black 3.     | Logwood                        | Haematoxylin, hematein (börzsönyfa) |
| 75290, 75291        | C.I. Natural black 4.     | Logwood                        | Haematoxylin, hematein (börzsönyfa) |
|                     | C.I. Natural black 6.     | Asphaltum                      | Aszfalt, bitumen, Antwerpen brown |
| 37245               | Azoic Diazo Component 109 |                                | |
| 50440               | C.I. Pigment black 1.     | Anilin black                   | Azin |
| 77266               | C.I. Pigment black 6.     | Carbon black                   | szén |
| 77266               | C.I. Pigment black 6.     | Shungite                       | amorf grafit |
| 77266               | C.I. Pigment black 7.     | Lamp black                     | amorf szén (lámpakorom fekete) |
| 77268               | C.I. Pigment black 8.     | Vine black                     | természetes szén, szerves tartalommal |
| 77267               | C.I. Pigment black 9.     | Bone black                     | kalcinált állati csont (foszfát és karbonát) |
| 77265               | C.I. Pigment black 10.    | Graphite                       | grafit |
| 77489, 77499        | C.I. Pigment black 11.    | Mars black, antracite black    | vas-oxid, szilicium- és alumínium-oxid |
| 77543               | C.I. Pigment black 12.    | Iron titanium brown            | vas-titanát spinell |
| 77322               | C.I. Pigment black 13.    | Cobalt black                   | kobalt-oxidok keveréke |
| 77728               | C.I. Pigment black 14.    | Manganese black                | mangán-dioxid, piroluzit, mangánércek |
| 77288               | C.I. Pigment green 17.    | Chromium black heamatite       | króm-oxid, hematit |
| 77975               | C.I. Pigment black 17.    | Zinc sulfide                   | cink-szulfid |
| 77011               | C.I. Pigment black 18.    | Mineral black                  | karbon alumínium-szilikát |
| 77017               | C.I. Pigment black 19.    | Slate black                    | alumínium-szilikát-hidrát |
| 77429               | C.I. Pigment black 22.    | Copper chromit black           | rézkromit spinell |
| 77865               | C.I. Pigment black 23.    | Tin antimony gray              | Kassziterit (ón- antimon- mangán-oxid) |
| 77898               | C.I. Pigment black 24.    | Antimony vanadium gray         | titán-, antimon-, vanádium-oxid |
| 77332               | C.I. Pigment black 25.    | Cobalt nickel gray             | kobalt- és nikkel-oxid |
| 77494               | C.I. Pigment black 26.    | Manganese ferrit black         | kalcinált vas- és mangán-oxid spinell |
| 77502               | C.I. Pigment black 27.    | Iron cobalt chromite black     | vas-, kobalt-, kromit-oxid |
| 77428               | C.I. Pigment black 28.    | Copper chromit black           | rézkromit, réz-oxid, króm-oxid |
| 77498               | C.I. Pigment black 29.    | Iron cobalt black              | kalcinált vas-oxid és kobalt-oxid |
| 77504               | C.I. Pigment black 30.    | Chrome iron nickel black       | kalcinált vas-oxid és króm-oxid |
| 71132               | C.I. Pigment black 31.    | Paliogen black                 | Perylene |
| 71133               | C.I. Pigment black 32.    | Perylene black                 | N,N'-Bis(4-methoxybenzyl)perylene-3,4:9,10-bis(dicarboximide) |
| 77537               | C.I. Pigment black 33.    | Iron manganese oxid            | mangán-oxid és vas-oxid |
| 77770               | C.I. Pigment black 34.    | Molybdenum disulfide           | molibdén-diszulfid |
| 77890               | C.I. Pigment black 35.    | Titanium dioxide               | redukált titán-dioxid |